# Lamellaria diegoensis
Lamellaria diegoensis is een slakkensoort uit de familie van de Velutinidae. De wetenschappelijke naam van de soort is voor het eerst geldig gepubliceerd in 1885 door Dall.